# Pattern 1913 Enfield
Il Pattern 1913 Enfield (P'13) era un fucile sperimentale sviluppato dalla Royal Small Arms Factory per l'esercito britannico come conseguenza della Seconda guerra boera del 1899-1902. L'arma avrebbe dovuto sostituire gli SMLE, camerando allo stesso tempo la nuova munizione ad alta velocità .276 Enfield. Lo scoppio della prima guerra mondiale, rese difficoltosa l'adozione di una nuova arma e soprattutto di una nuova munizione, pertanto gli SMLE e la .303 British rimasero l'arma d'ordinanza dell'esercito britannico fino alla metà del XX secolo.

## Storia
Durante la Seconda guerra boera, l'esercito inglese si trovò a fronteggiare tiratori armati di Mauser M1895, camerati per la munizione 7 × 57 mm Mauser. Questa esperienza spinse il War Office ad avviare lo sviluppo di una nuova munizione "magnum" nel 1910. Nell'agosto 1910, lo Small Arms Committee, responsabile anche per l'adozione del Lee-Enfield, fu incaricato di definire le specifiche per un nuovo fucile di servizio. Si richiedevano un'azione basata sui Mauser e una calciatura monopezzo per semplificare la produzione. Per tutta risposta, la Birmingham Small Arms Company propose un progetto basato su una nuova cartuccia ad alta velocità. Nel 1911 la Royal Small Arms Factory di Enfield propose un fucile con azione Mauser (modificata) e camerato per il nuovo proiettile .276. Il fucile fu presentato il 3 aprile 1911 dal capo progetto Reavill.

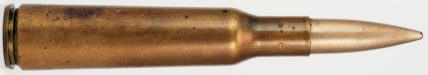
La munizione sperimentale .276 Enfield (7 × 60 mm) per cui fu ideato il P'13

All'inizio fu la RSAF a progettare il fucile, denominato temporaneamente Pattern 1911, usando due calibri come base: .256 e .276. Il .256 si rivelò troppo impreciso e il .276 fu adottato a metà del 1911 per ulteriori test. I problemi rinvenuti con l'elevata pressione e i depositi di piombo nella canna portarono ad una revisione della munizione. I numerosi cambiamenti al fucile e alla munizione diedero origine a 11 fucili Pattern 1912. Alla fine del 1912 si decise di produrre (in maniera sempre limitata) un migliaio di fucili da far provare sul campo alle truppe. La RSAF produsse per la fine del Gennaio 1913 esattamente 1.251 fucili, denominati definitivamente Rifle, Magazine, Enfield .276. Le prove ebbero luogo in Inghilterra, Irlanda, Egitto e Sud Africa e alla fine di tutto furono raccomandati alcuni miglioramenti che portarono alla produzione di altri 6 fucili P'13 tra il Marzo e l'Aprile del 1914. Lo scoppio della Prima guerra mondiale costrinse all'interruzione di qualunque lavoro su qualunque nuova munizione per ragioni pratiche e logistiche. L'adattamento del progetto (con modifiche non solo meccaniche ma anche estetiche) al vecchio proiettile .303 British portò alla nascita del Pattern 1914 Enfield. La produzione di massa rimase comunque impossibile data la guerra in corso e così gli SMLE rimasero al loro posto come armi di servizio.
Il design dell'arma evidenziava l'importanza riposta dagli inglesi sulla combinazione di fuoco rapido e precisione. Il mirino a scala regolabile, unito ad un'apertura (diottra) da battaglia utilizzabile quando riposto, era un'idea eccellente e permetteva una più rapida acquisizione dei bersagli rispetto ai classici mirini a mezz'arma. La leva di armamento era sagomata così da finire appena sopra la mano del tiratore, permettendo un azionamento estremamente rapido, anche grazie ad un sistema a camma che "ammorbidiva" l'azione e alla decisione di mantenere l'armamento del percussore in chiusura tipico dei Lee-Enfield (ma poco usato da altri paesi). L'otturatore era più grande di quello di molti fucili coevi, dovendo resistere all'alta pressione generata dal .276 Enfield, e la canna aveva una profilazione pesante pensata per la nuova munizione. A fare da contraltare si hanno però un peso e una lunghezza non indifferenti e un look non proprio apprezzabile donato dalla leva dell'otturatore a 'zampa di cane' e dalle ali di protezioni della diottra.
La scarsa capacità industriale inglese costrinse il governo ad appoggiarsi a produttore esteri, in questo caso statunitensi: la Winchester e la Remington (assieme alla sua divisione Eddystone) produssero infatti la variazione P'14 in .303 British prima dell'entrata in guerra degli Stati Uniti nel 1917. Prendendo parte al conflitto, gli statunitensi decisero di adattare il P'14 (ormai fuori produzione) alle loro esigenze: ricamerato per la munizione d'ordinanza .30-06 e rinominato U.S. Rifle M1917 Enfield, l'arma andò ad affiancarsi (e superò anche in numero) il già presente M1903.
I P'13 sono riconoscibili per le scanalature angolate sulla calciatura anteriore, rimosse nei successivi P'14 e M1917. Alcuni P'13 sono sopravvissuti come fucili sportivi nel Regno Unito, ma sono stati spesso modernizzati con calciature in fibra di vetro.